# 圣贡萨洛-杜斯坎普斯
圣贡萨洛-杜斯坎普斯（葡萄牙語：São Gonçalo dos Campos）是巴西巴伊亚州的一个市镇。总面积293.989平方公里，总人口28978人，人口密度98.6人/平方公里。